# محسن احمد العینی
محسن احمد العینی (عربی: محسن أحمد العيني؛ زادهٔ ۲۰ اکتبر ۱۹۳۲ – درگذشتهٔ ۲۵ اوت ۲۰۲۱) سیاستمدار، و دیپلمات اهل یمن بود. محسن احمد العینی اولین وزیر امور خارجه و چند دوره نخست‌وزیر جمهوری عربی یمن (یمن شمالی) بود. او به عنوان سفیر در سازمان ملل و به اتحاد جماهیر شوروی، انگلستان، فرانسه، آلمان و در نهایت به ایالات متحده فرستاده شد.
محسن احمد العینی در ۲۵ اوت ۲۰۲۱، بعد از یک دوره طولانی بیماری در سن ۸۸ سالگی درگذشت.